# Велика Британія на Дитячому пісенному конкурсі Євробачення
Велика Британія на Дитячому пісенному конкурсі Євробачення дебютувала у 2003 році, після чого брала участь ще у чотирьох конкурсах: у 2004, 2005, 2022 та 2023 роках. Після відмови від участі у 2006 році Велика Британія не брала участі у конкурсі 15 років, однак повернулась у 2022 році. Найкращий результат на Дитячому Євробаченні країні принесла Корі Спедінг, що зайняла 2 місце на конкурсі 2004 року з піснею «The Best Is Yet To Come».

## Історія
Велика Британія вперше стала учасницею Дитячого Євробачення у 2003 році — в перший рік існування конкурсу — та посіла на ньому 3 місце з піснею «My Song For The World» у виконанні Тома Морлі.
2004 року Велика Британія була затверджена господаркою Дитячого Євробачення — конкурс мав відбутися в Манчестері. Проте згодом ITV, тодішній мовник країни, відмовився від проведення через проблеми з фінансами та плануванням. На конкурсі, що в підсумку пройшов у Ліллегаммері, Велику Британію представляла Корі Спедінг, яка здобула 2 місце зі 140 балами, що залишається найкращим результатом країни на Дитячому Євробаченні.

Після своєї третьої участі 2005 року, коли Джоні Фуллер з піснею «How Does It Feel?» посів 14 місце, Велика Британія відмовилася від Дитячого Євробачення. Причиною, яку назвав мовник країни, стали низькі рейтинги шоу в країні протягом трьох років. Надалі Велика Британія не була учасницею Дитячого Євробачення протягом 16 років поспіль. Поряд із цим за цей час Уельс, що входить до складу країни, дебютував на конкурсі у 2018 році як окремий учасник та двічі взяв у ньому участь. 

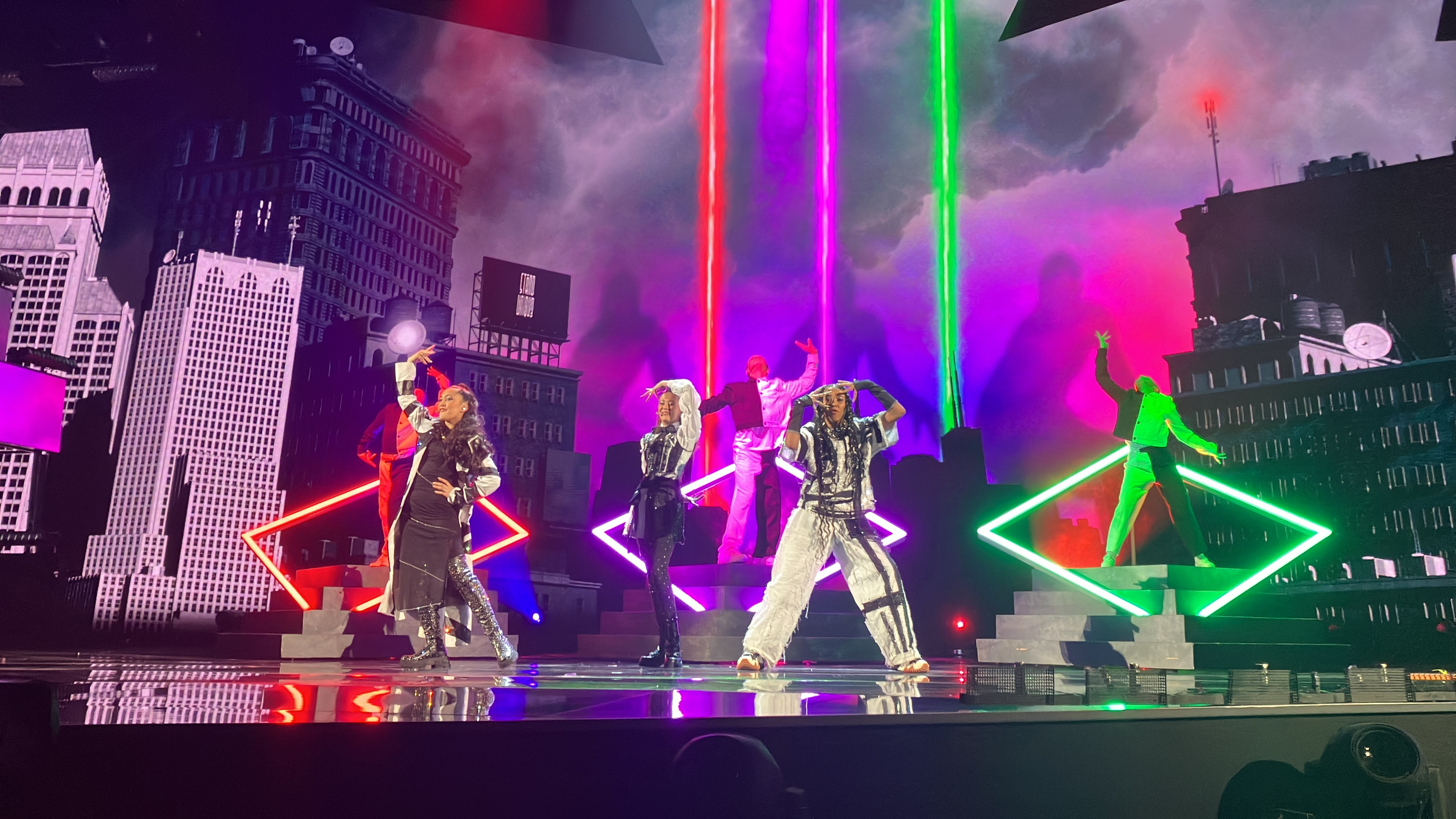
STAND UNIQU3 на сцені Дитячого Євробачення 2023

2022 року країна ухвалила рішення повернутися на Дитяче Євробачення. Новим мовником став BBC. Представницею на конкурсі в Єревані стала Фрея Скай з піснею «Lose my head», яка попри перемогу за результатами голосування глядачів посіла в загальному заліку 5 місце. Наступного року гурт STAND UNIQU3 здобув у Ніцці 4 місце зі 160 балами. Незважаючи на високі результати на Дитячому Євробаченні протягом двох конкурсів, 2024 року Велика Британія знову відмовилася від подальшої участі. Причинами такого рішення можуть бути низька кількість переглядів через те, що трансляція Дитячого Євробачення у 2023 році перемістилася з BBC One на BBC Two, та перехід каналу CBBC, який також транслював конкурс, у формат онлайн-сервісу, що унеможливлює обов'язкову пряму трансляцію шоу.

## Учасники
Умовні позначення
     Друге місце
     Третє місце
| Рік                               | Місце проведення | Учасник      | Пісня                                            | Місце | Бали |
| --------------------------------- | ---------------- | ------------ | ------------------------------------------------ | ----- | ---- |
| 2003                              | Копенгаген       | Том Морлі    | «My Song for the World» «Моя пісня для світу»    | 3     | 118  |
| 2004                              | Ліллегаммер      | Корі Спедінг | «The Best Is Yet to Come» «Найкраще ще попереду» | 2     | 140  |
| 2005                              | Гасселт          | Джоні Фуллер | «How Does It Feel?» «Як це відчувається?»        | 14    | 28   |
| Не брали участі у 2006-2021 роках |                  |              |                                                  |       |      |
| 2022                              | Єреван           | Фрея Скай    | «Lose My Head» «Втрачаю свою голову»             | 5     | 146  |
| 2023                              | Ніцца            | STAND UNIQU3 | «Back to Life» «Назад до життя»                  | 4     | 160  |

## Історія голосування (2003—2023)
| №  | Дано               | Дано | Отримано           | Отримано |
| №  | Країна             | Очок | Країна             | Очок     |
| -- | ------------------ | ---- | ------------------ | -------- |
| 1  | Іспанія            | 51   | Мальта             | 38       |
| 2  | Нідерланди         | 21   | Нідерланди         | 35       |
| 3  | Хорватія           | 20   | Іспанія            | 34       |
| 4  | Вірменія           | 20   | Польща             | 28       |
| 5  | Греція             | 18   | Данія              | 25       |
| 6  | Мальта             | 18   | Білорусь           | 24       |
| 7  | Франція            | 18   | Україна            | 24       |
| 8  | Білорусь           | 15   | Румунія            | 20       |
| 9  | Данія              | 15   | Латвія             | 19       |
| 10 | Кіпр               | 11   | Албанія            | 18       |
| 11 | Албанія            | 11   | Швеція             | 17       |
| 12 | Польща             | 10   | Франція            | 17       |
| 13 | Румунія            | 9    | Північна Македонія | 17       |
| 14 | Норвегія           | 8    | Бельгія            | 16       |
| 15 | Грузія             | 8    | Італія             | 16       |
| 16 | Бельгія            | 7    | Вірменія           | 13       |
| 17 | Північна Македонія | 7    | Греція             | 12       |
| 18 | Ірландія           | 6    | Кіпр               | 12       |
| 19 | Латвія             | 6    | Хорватія           | 11       |
| 20 | Сербія             | 3    | Норвегія           | 11       |
| 21 | Україна            | 3    | Грузія             | 8        |
| 22 | Росія              | 2    | Швейцарія          | 7        |
| 23 | Естонія            | 2    | Естонія            | 6        |
| 24 | Португалія         | 1    | Німеччина          | 5        |
| 25 | Італія             | ―    | Португалія         | 4        |
| 26 | Казахстан          | ―    | Ірландія           | 4        |
| 27 | Німеччина          | ―    | Казахстан          | 1        |
| 28 | Швеція             | ―    | Росія              | 1        |
| 29 | Швейцарія          | ―    | Сербія             | ―        |